# Soharu
Soharu (en húngaro: Szuhár) es una localidad componente de la ciudad de Abrud en el transilvano distrito de Alba, en Rumania.

## Historia
Aparece en el Josephinische Landesaufnahme de 1769-1773, página 136 y en documentos de 1835. Entre 1857 y 1941, Suharu formó parte de Abrud-Sat, con 184 habitantes en 1850. En 1956 pasó a ser asentamiento constituyente de la ciudad de Abrud.

## Demografía
Tenía 404 habitantes rumanos en 1966, 345 en 1977, 263 en 1992 y 190 en 2002.